# 刘坦 (华亭知县)
刘坦（？—？），清朝地方官。举人出身。
刘坦曾于1841年接替洪玉珩任华亭县知县一职，1843年由常恩接任。